# Estrazione della pietra della follia

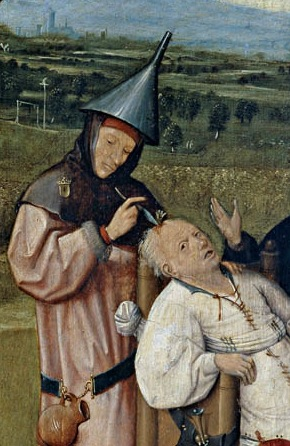
Dettaglio

L'Estrazione della pietra della follia, noto anche come Cura della follia, è un dipinto a olio su tavola (48x35 cm) di Hieronymus Bosch, databile al 1494 circa e conservato nel Museo del Prado di Madrid.

## Storia
L'opera, secondo una ricostruzione di Charles de Tolnay, è forse quel tondo che si trova menzionato in un inventario del 1524 come di proprietà del vescovo di Utrecht, Filippo di Borgogna, e situato nella sala da pranzo del castello di Duurstede. Presumibilmente dovette essere poi acquistato da don Felipe de Guevara che poi lo cedette a Filippo II di Spagna nel 1570. Negli inventari successivi alla morte del sovrano però l'opera non è più identificabile (si parla di un tondo a tempera e di dimensioni diverse), per cui altri hanno invece sostenuto che l'opera in questione provenga dalla Quinta del Duque del Arco, dove sarebbe citata in un inventario del 1794.
La critica tendeva a riconoscervi un'opera della fase giovanile, verso il 1480, ma l'analisi dendrocronologica ha spostato la datazione della tavola a dopo il 1494. Ciò ha confermato l'ipotesi di Vermet, che vi aveva scorto la grande modernità del paesaggio.

## Descrizione e stile
L'opera mostra un soggetto tratto da una storiella popolare, secondo cui un credulone si fa convincere da un ciarlatano a farsi togliere dalla testa la "pietra della follia", ovvero la stoltezza. Ciò è chiarito dall'iscrizione che, con eleganti arabeschi, corre attorno al tondo: "Meester snyt die Keye ras / Myne name is lubbert das", cioè "Maestro cava fuori le pietre, il mio nome è 'bassotto castrato'". Il nome è un sinonimo di sempliciotto, quindi della persona che si fa ingannare.
Al raggiro del ciarlatano, che sta tagliando con un bisturi la fronte dell'uomo per estrarne un fiorellino, assistono senza intervenire un monaco e una suora, uno con un boccale argenteo in mano, l'altra con un libro sulla testa.
Il motivo del raggiro degli sciocchi è un tema caro nell'opera di Bosch e secondo la sua visione rappresentava una grave colpa tanto per l'ingannatore quanto per l'ingannato, reo della sua stupidaggine.
In questa opera, il chirurgo intento all'estrazione indossa un copricapo a forma
 di imbuto simbolo di stupidità, qui usato come pesante critica mossa contro chi crede di sapere ma che, alla fine, è più ignorante di colui che deve curare dalla «follia».